# Joachim z Fiore
Joachim z Fiore (Gioacchino da Fiore) (ur. 1130/1135 w Celico koło Cosenzy, Kalabria, zm. 30 marca 1202) – teolog i mistyk chrześcijański, cysters, a następnie założyciel własnej kongregacji zakonnej S. Giovanni in Fiore. Uchodził za proroka, spotykał się z królami i papieżami, wpłynął na egzegezę Apokalipsy św. Jana. Zaproponował trójpodział dziejów świata, zajmował się historiozofią i eschatologią, zapowiadał rozpoczęcie nowej epoki, w której obecny Kościół wraz z jego instytucjami przeminie, i przyczynił się do oczekiwań końca świata w roku 1260. Jego nauka przyczyniła się do powstania wielu sekt w XIII wieku, a także w pewnym stopniu wpłynęła na rozłam w łonie zakonu franciszkanów. Jego zwolenników nazywano joachimitami. Poszczególne wątki jego systemu były potępiane na soborach i synodach XIII wieku. Wśród jego dzieł wyróżnia się trylogia, przypisano mu też wiele dzieł, których nigdy nie napisał, w tym komentarz do Księgi Jeremiasza. Jego wpływ na historię jest wciąż przedmiotem badań historyków.

## Życiorys

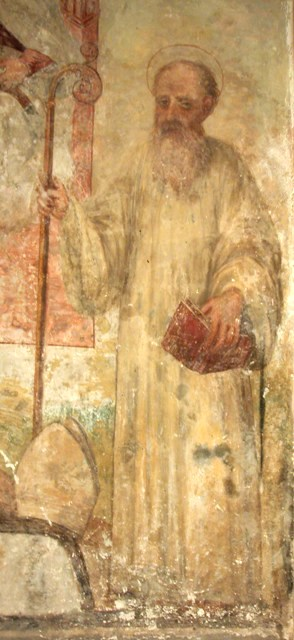
Na fresku z 1573

Zachowały się tylko dwa podstawowe źródła, w oparciu o które współcześni badacze rekonstruują życiorys Joachima. Są to Virtutum Beati Joachimi synopsis napisany przez Łukasza z Cosenzy, sekretarza Joachima oraz anonimowy Vita beati Joachimi abbatis. Vita zachowało się w niekompletnym stanie, brakuje początku, rozpoczyna się od podróży do Ziemi Świętej. Pomimo tego posiada dużą wartość faktograficzną, ponieważ zostało spisane w pierwszym dziesięcioleciu po śmierci Joachima przez naocznego świadka. Powstałe w XVII wieku biografie autorstwa Jacobusa Graecusa Syllanousa i Gregoriusa de Laude'a opierają się na dwu wyżej wspomnianych, ponadto wykorzystują nie zachowane XIV-wieczne źródła, które opowiadały o cudach Joachima celem jego kanonizacji. W pismach samego Joachima znajdują się jedynie nieliczne noty autobiograficzne, inne noty znaleźć można w pismach franciszkanina Salimbene z Parmy oraz Ralfa z Coggeshall.
Niewiele szczegółów jest znanych z jego życia, nieznana jest data urodzenia Joachima, zwykle przyjmuje się, że miało to miejsce pomiędzy 1130 a 1135 rokiem, w Celico, w Kalabrii. Ówczesna Kalabria była mocniej związana z Sycylią niż półwyspem Apenińskim i była wielokulturowym regionem. Obok siebie mieszkali Longobardowie, Normanowie, Grecy, Żydzi i Saraceni. Joachim rozpoczął karierę poprzez towarzyszenie swemu ojcu w jego służbie na dworze króla sycylijskiego Rogera II. Odbył tylko jedną podróż w życiu. Około 1150 roku wysłany został przez Wilhelma I do Konstantynopola, gdzie porzucił służbę królewską i udał się do Ziemi Świętej. Tu podczas wędrówek po pustyniach Palestyny miał otrzymać specjalne powołanie. Po tym przeżyciu spędził wielkopostny okres na górze Tabor wśród medytacji i modlitw, a podczas wigilii otrzymał „pełnię wiedzy”.
Ze Wschodu wrócił najpierw na Sycylię, gdzie przez krótki czas mieszkał w pobliżu Etny. Po powrocie do Kalabrii został wędrującym kaznodzieją, następnie cystersem, benedyktynem i ponownie cystersem, a w 1177 został opatem klasztoru Corazzo. W 1189 założył własny klasztor San Giovanni in Fiore koło Cosenzy, co nie zostało przyjęte przychylnie przez inne działające w Kalabrii klasztory, zwłaszcza przez pobliski klasztor prawosławny. Pozostał już w nim do końca życia. Podczas obrad kapituły generalnej zakonu cysterskiego w 1192 został uznany za „uciekiniera” (fugitivus) z zakonu, jednak nadal cieszył się poparciem możnych. 21 października 1194 i 6 marca 1195 jego klasztor został obdarowany przez cesarza Henryka VI. Dwa lata później, 25 sierpnia 1196, otrzymał prawdopodobnie kolejny przywilej od papieża Celestyna III, choć autentyczność tego przywileju nie jest pewna. W styczniu 1198 Joachim i jego klasztor otrzymali kolejne przywileje od cesarzowej Konstancji, wdowy po Henryku VI.

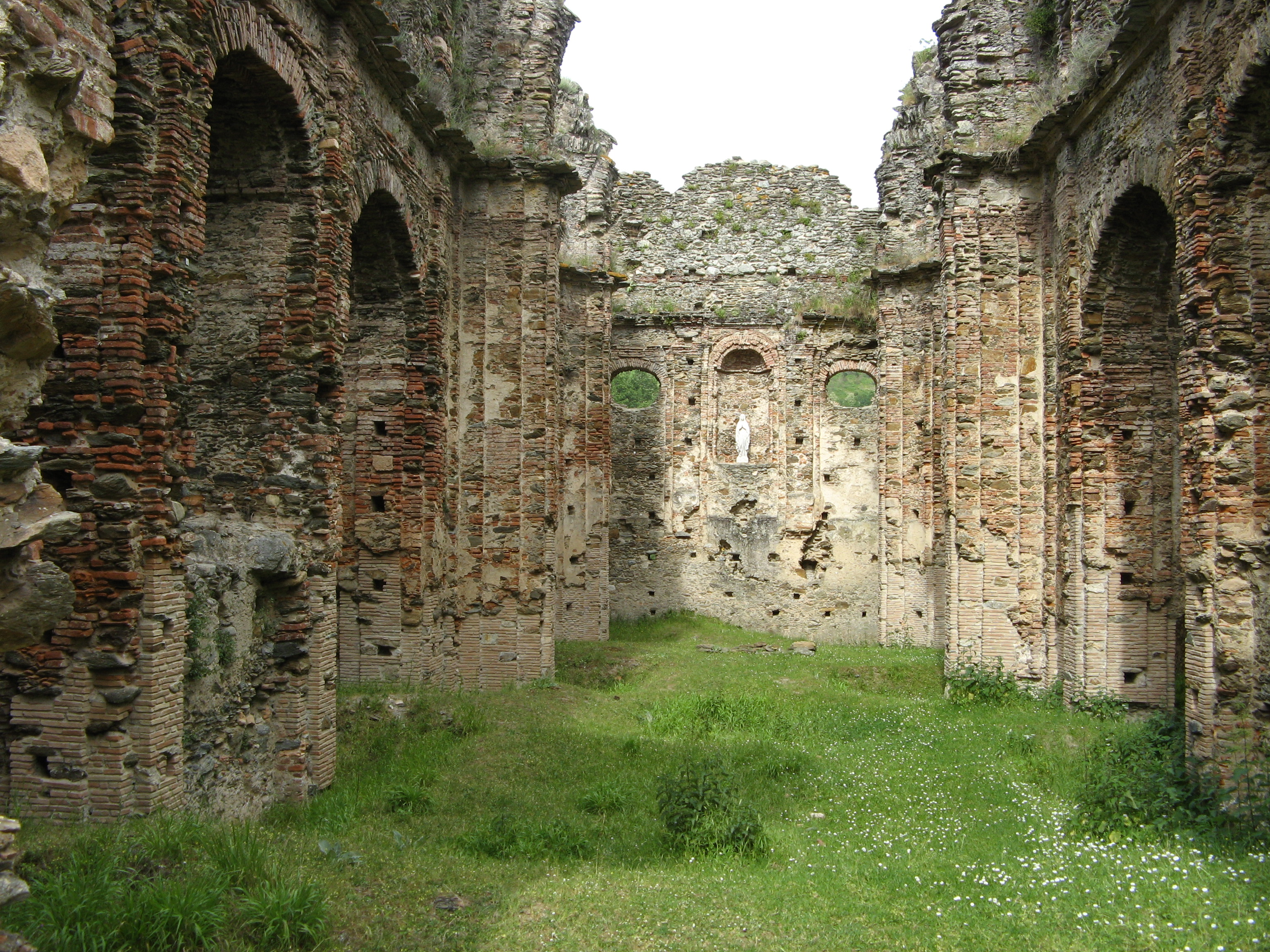
Ruiny klasztoru w Corazzo, w którym opatem był Joachim

Przypisywano mu charyzmat proroczy i uchodził za proroka. W roku 1190 wyruszającemu na III krucjatę Ryszardowi Lwie Serce przepowiedział zwycięstwo, o ile wykaże się wytrwałością. W roku 1191 Joachim spotkał się z odwiedzającym południową Italię cesarzem Henrykiem VI (1191-1197), któremu przepowiedział, że wkrótce obejmie władzę nad południową Italią i Sycylią. Proroctwo to ściągnęło prześladowania ze strony władającego wtedy tymi ziemiami Tankreda, ale spełniło się po jego śmierci w 1194. W święta Bożego Narodzenia 1194 roku Henryk VI został ukoronowany na króla Sycylii, Apulii i Kalabrii. Zapowiadał powstanie dwóch nowych zakonów. Spełnienie tego proroctwa widziano we franciszkanach i dominikanach.
Większą część życia spędził w izolacji w klasztorach Kalabrii, jednak nie izolował się od zewnętrznego życia. Rozmawiał z trzema papieżami, zapraszali go królowie. Współcześni uznawali go bądź za człowieka wielkiej mądrości, bądź za wielkiego proroka, bądź za fałszywego nauczyciela. Zmarł w 1202 roku. Jednak za swego życia na ogół postrzegany był jako prawowierny mnich, natomiast dwie generacje po jego śmierci dominował o nim pogląd, że jest źródłem herezji. Wpływ na zmianę w postrzeganiu Joachima mieli jego uczniowie, od których wyszło wiele pseudo-joachimowych pism. Dante Alighieri umieścił go w raju, w pobliżu św. Franciszka i św. Bonawentury. Zainteresowanie Joachimem ponownie wzrosło w epoce renesansu, którego przedstawiciele widzieli w nim swego prekursora.

## Poglądy

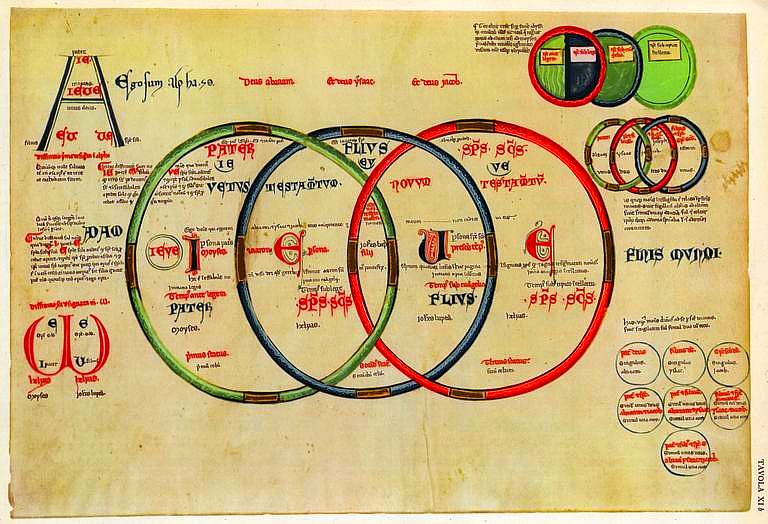
Trójca Święta przedstawiona w postaci trzech przeplatających się pierścieni, napis „IEUE” oznacza tetragram („Liber figurarum”)

### Poglądy trynitarne
W swoich dziełach zaatakował i potępił trynitarny system Piotra Lombarda, zarzucając mu nawet wprowadzenie czterech osób do Trójcy. Sam Joachim nie chciał mówić o trzech osobach, w istocie sprowadzał je do trzech aspektów tej samej osoby. System trynitarny da Fiore został potępiony w roku 1215 na soborze laterańskim IV, choć w dekrecie soborowym wyraźnie zaznaczono, że sam Joachim za życia dobrowolnie podporządkował się autorytetowi Kościoła i zmarł jako prawowierny katolik. Poszczególne wątki nauki Joachima były jeszcze potępiane kilkakrotnie (w 1255 m.in. herezja „wiecznej ewangelii”, w 1263 na synodzie w Arles schemat trzech epok), nigdy jednak nie potępiono ani jednego jego dzieła, ani też ich autora. Jego poglądy na Trójcę szybko poszły w zapomnienie, natomiast prawdziwą sławę przyniosły mu jego poglądy historiozoficzne.

### Trójpodział dziejów

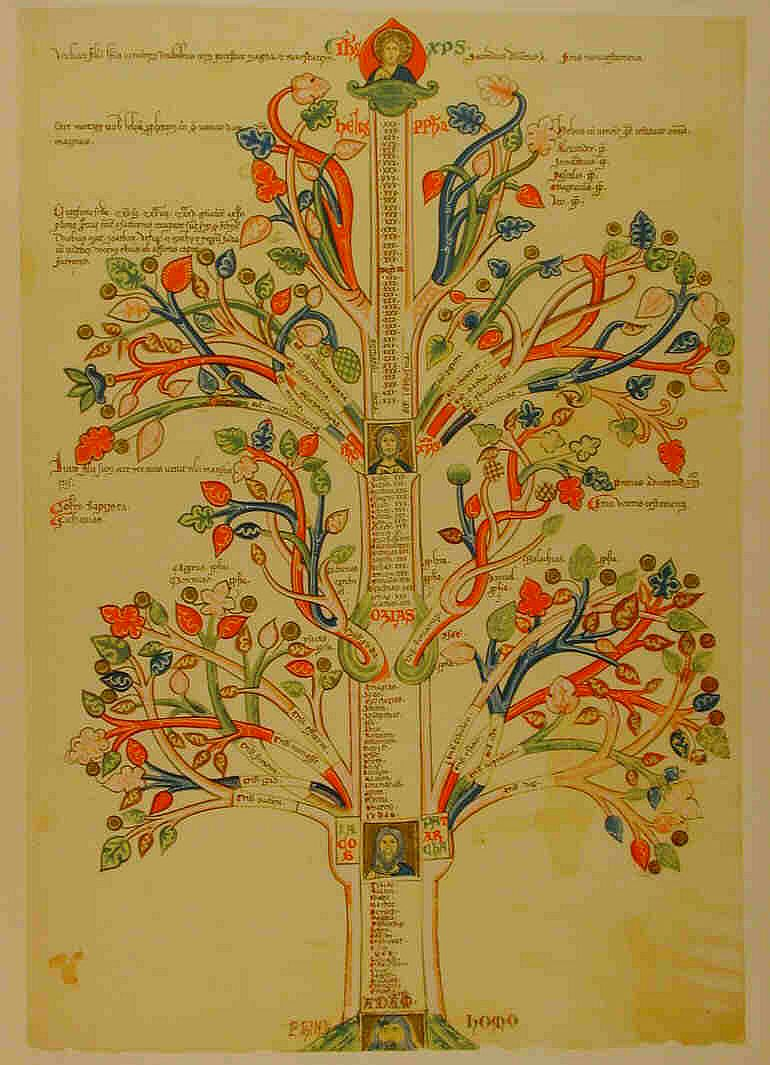
Drzewo dziejów, z oznaczeniem trzech epok („Liber figurarum”)

Historię zbawienia dzielił na trzy okresy (zwane także: erami, królestwami czy stanami), a każdy z nich na 7 części. Pierwszym był Okres Boga Ojca i Prawa – od Abrahama do odkupienia. Obowiązywał wtedy Stary Testament, Prawo, służba, wiedza, a lud wybrany skupiony był w Synagodze. Drugim był okres Ewangelii i Syna, który jego zdaniem zbliżał się do swego kresu, miał liczyć 42 pokolenia – tyle samo, co od Abrahama do Chrystusa. Obowiązuje w nim Nowy Testament, Ewangelia, wiara, łaska i mądrość, lud wybrany gromadzi się w Kościele. Trzeci okres to okres Wiecznej Ewangelii (aluzja do Ap 14,6) i Ducha Świętego, który miał wkrótce się rozpocząć. Okres Ojca był okresem niewoli, żyjący w nim ludzie kierowali się potrzebami ciała, w okresie tym dany został człowiekowi Stary Testament, pochodzący z pierwszego nieba. Okres Syna był okresem i niewoli, i wolności – ludzie kierowali się potrzebami i ciała, i ducha, dany wówczas został pochodzący z drugiego nieba Nowy Testament. Dopiero nadchodzący Okres Ducha będzie okresem wolności, a ludzie będą się kierować wyłącznie potrzebami ducha. W nadchodzącej epoce Ducha zniknąć miał obecny Kościół wraz z jego klerykalnymi instytucjami i sakramentalnymi formami, a zapanuje Kościół duchowy, złożony ze świętych, żyjących w odrodzonych klasztorach. W Kościele tym miejsce biskupów zajmą ludzie duchowi z nowego zakonu. W Kościele tym nie będzie już obecnych obrzędów (nova ecclesia, nova religio), zapanuje wolność, doskonałość, nastąpi kres wojen, dokona się triumf duchowego rozumienia Pisma. W okresie tym udostępniona zostanie człowiekowi Ewangelia Wieczna, pochodząca z trzeciego nieba i która, w przeciwieństwie do pisanej, nie mieści się w żadnej księdze i nie da się jej spisać, ma ona charakter duchowy, gdyż Duch Święty wpisuje ją w dusze wierzących, a przede wszystkim w dusze wiernych ideałowi ubóstwa mnichów. Wgląd do tej ewangelii uzyskał swego czasu apostoł Paweł (ponieważ w 2 Kor 12,2-4 mówi o trzecim niebie) i apostoł Jan (w Ap 10,3-4 mówi o wizji niewyrażalnej ludzkim językiem).
Każdy z tych trzech okresów miał trwać 1260 lat, po 42 pokolenia, z których każde ma trwać 30 lat. Joachim w swoich dziełach nie wspomina o roku 1260 jako dacie przełomu dziejowego. Nie ma pewności, czy kiedykolwiek wskazał na taką datę. Liczba 1260 jest symbolicznym określeniem okresu walki, jaką Kościół toczy ze złem. Wzywał nawet swoich czytelników, by zachowali dystans i nie ulegali pragnieniu dokładnego poznania czasu przepowiadanych wydarzeń, jednak jego zwolennicy wierzyli, że początek nowej epoki nastąpi w roku 1260 i szeroko to przekonanie rozpowszechnili.
Trójdzielny obraz dziejów nie był nowy. Model Joachima da Fiore zyskał jednak znaczny rozgłos i stał się jednym z wzorców dla średniowiecznej historiografii. Na podstawie poglądów Joachima powstały liczne sekty o charakterze plebejskim i radykalnym, krytykujące ówczesny Kościół, a zwłaszcza duchowieństwo za gromadzenie bogactw materialnych i liberalny styl życia.

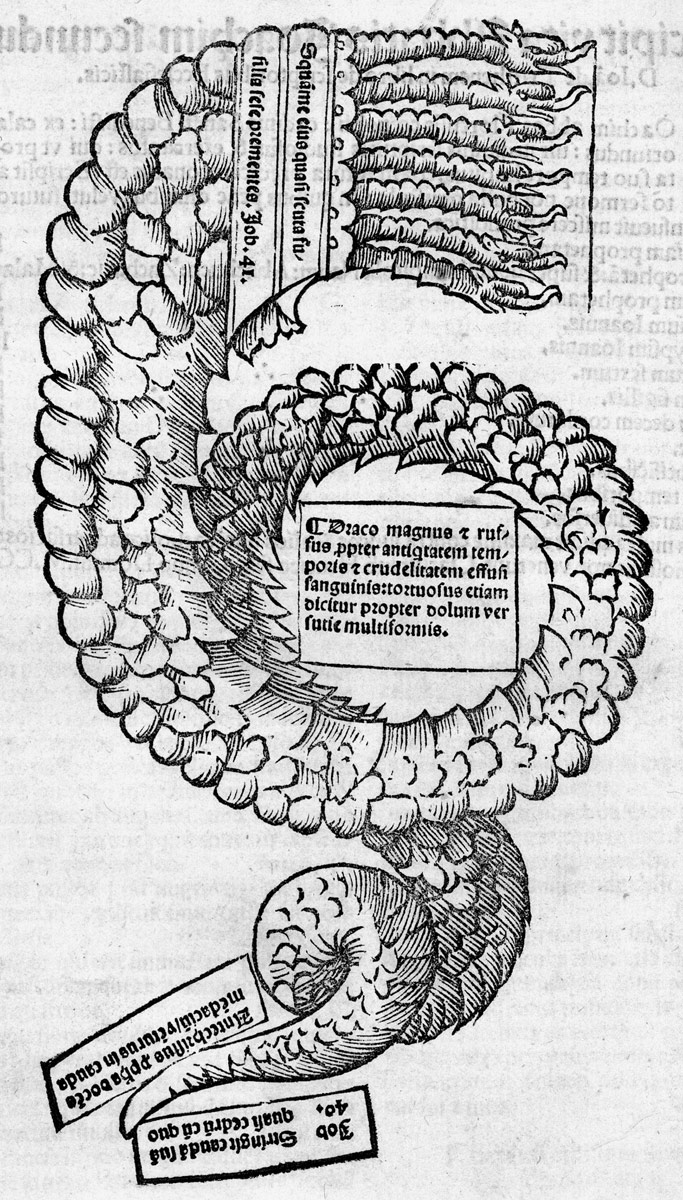
Siedmiogłowa bestia („Expositio in librum Cirilli de magnis tribulationibus”, wyd. 1516)

### Apokalipsa św. Jana
Szczególnym szacunkiem darzył Apokalipsę św. Jana. Stosował rekapitulację w interpretacji tej księgi utożsamiając siedem „pieczęci” z siedmioma „trąbami” i siedmioma „czaszami”. Według niego Apokalipsa opisuje sześć okresów walk Kościoła. Okresem siódmym ma być ziemskie Millenium, rozpocznie się ono w 1260 roku (liczba 1260 wzięta została z Ap 11,3, gdzie jest mowa o 1260 dniach). Bestię apokaliptyczną odnosił do islamu, natomiast drugą bestię utożsamiał z heretykami (przede wszystkim patarami). Siedem głów bestii oznacza Heroda, Nerona, Konstancjusza, Mahometa, Melsemutha, Saladyna i Antychrysta, który urodził się w Rzymie w roku 1175 i zasiądzie na tronie papieskim. 20 rozdział Apokalipsy interpretował zgodnie z Augustynem.

### Stosunek do prawosławia
Joachim badając zgodność biblijnej i pobiblijnej historii doszedł do wniosku, że podział chrześcijaństwa był zdarzeniem nie tylko nieuniknionym, ale nawet opatrznościowym, jego celem było przyznanie łacinnikom pierwszeństwa w Bożym rozdawnictwie. Wcześniej pierwszeństwo przysługiwało dla Żydów, a na drugim miejscu byli Grecy (por. „najpierw Żyda, potem Greka” z Rz 1,16), później w Bożych planach miejsce Żydów zajęli łacinnicy. Prawosławni jego zdaniem nie mieli oczu do duchowego rozumienia i porównywał ich do niewidomego żebraka pod Jerychem. Prawosławie przyrównywał też do Ezawa, który sprzedał swoje pierworództwo za miskę soczewicy. Joachim jednak przewidywał, że wschodnie i zachodnie chrześcijaństwo zjednoczy się w czasach eschatologicznych w wyniku pracy łacińskich mnichów.

## Dzieła Joachima

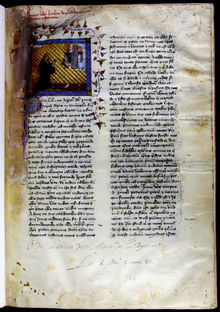
Rękopis Liber de Concordia novi ac veteris Testamenti

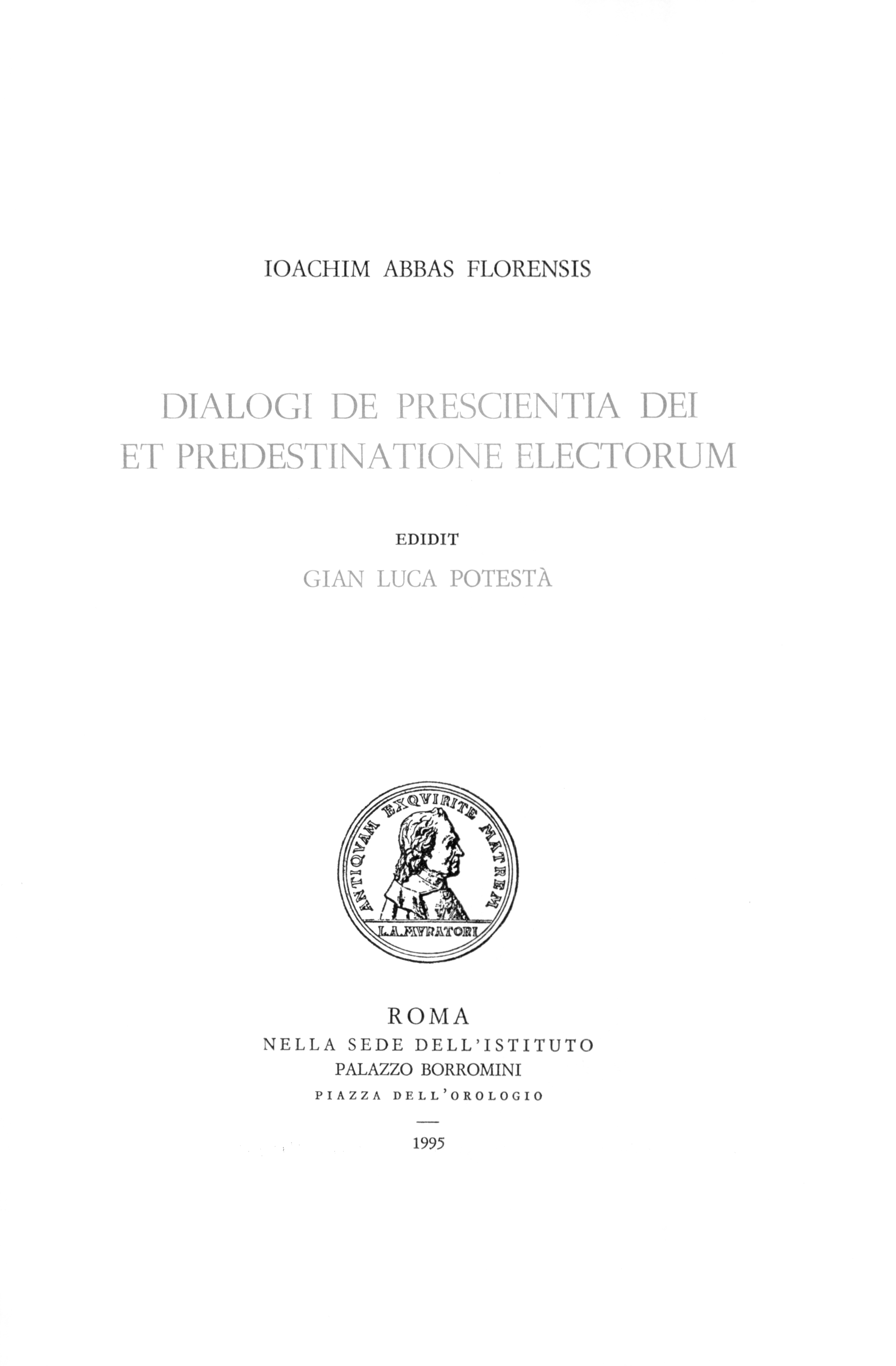
Dialogi de prescientia Dei

Joachim jest autorem licznych dzieł, wśród których wyróżniają się trzy:
- Liber Concordie novi ac veteris Testamenti, w pięciu księgach, wydane w Wenecji w 1519 roku; E. Randolph Daniel w 1983 wydał je pod tytułem Liber de Concordia novi ac veteris Testamenti[36]; w 2017 roku ukazało się nowe czterotomowe opracowanie autorstwa Alexandra Patschovsky'ego[37].
- Expositio in Apocalypsim, w ośmiu księgach, wydane w Wenecji w 1527 roku[38];
- Psalterium decem chordarum, w trzech księgach, wydane w Wenecji w 1527 roku, reprint w 1964 i 1983, nowe wydanie w 2004[39].

Wszystkie trzy pisane były i poprawiane przez osiemnaście lat. Dopiero w roku 1200, tj. dwa lata przed swoją śmiercią Joachim ogłosił, że dzieła te zostały ukończone. Według zamierzenia autora miały one stanowić trylogię – wynikało to z jego szczególnego stosunku do liczby trzy – każde z nich zajmowało się innym zagadnieniem, ale wszystkie razem miały tworzyć całość. W pierwszej z tych ksiąg próbuje powiązać każdą osobę, wydarzenie i okres ze Starego Testamentu z odpowiednią osobą i wydarzeniem z Nowego Testamentu. Dzieło to przedstawił w 1184 roku papieżowi Lucjuszowi III. Expositio in Apocalypsim, uchodzi za arcydzieło Joachima i jest najbardziej oryginalnym komentarzem do Apokalipsy powstałym w średniowieczu. Psalterium decem chordarum ma charakter dogmatyczny, w niektórych miejscach polemizuje z systemem trynitarnym Piotra Lombarda. W dziele tym twierdzi, że każdy człowiek posiada dziesięć strun, jednak dziesiąta została złamana w Adamie i powinna być naprawiona.
Ponadto Joachim jest autorem komentarzy biblijnych, licznych małych traktatów, listów, poematów i kazań nawiązujących najczęściej do Apokalipsy. Nie mają one tej rangi i znaczenia, co wymienione wyżej trzy główne dzieła.
- Adversus Judeos (znane również jako Exhortatorium Iudeorum), prawdopodobnie napisane na początku lat 80. XII wieku[45][39].
- Apocalypsis nova
- De articulis fidei, prawdopodobnie napisane na początku lat 80. XII wieku, wydane w 1936[46][39].
- De prophetia ignota, datowane na 1184, wydane w 1973, 1998[47] i 1999[39].
- De septem sigillis; data powstania nieznana; wydane w 1954[48] i 1971[39].
- De ultimis tribulationibus, jest krótkim kazaniem Joachima, wydane w 1980 i 1993[49][50].
- De unitate seu essentia Trinitatis[50].
- Enchiridion super Apocalypsim; powstało w latach 1194-1196, jest to wcześniejsza i krótsza wersja Liber introductorius, które poprzedza Joachima Expositio in Apocalipsim; wydane zostało w 1986[51] i 1994[50].
- Epistulae, wydane w 1937[50].
- Genealogia sanctorum antiquorum patrum, datowane na 1176, wydane w 2000[52][53].
- Intelligentia super calathis. Powstało w latach 1190-1191[54].
- Liber figurarum, zawiera kolekcję 24 'figur' narysowanych przez Joachima oraz komentarz do Księgi Izajasza. W połowie XIII wieku na dzieło to powołał się Salimbene z Parmy przypisując je Joachimowi. Dopiero w połowie XX wieku odkryto trzy rękopisy tego dzieła[55]. W dziele tym zawarty jest schemat przedstawiający Trójcę Świętą w postaci trzech przeplatających się pierścieni[56]. Księga została wykorzystana przez Dantego w „Boskiej Komedii”[57].
- Poemata, wydane w 1527, 1890 i 1978[53].
- Praephatio super Apocalipsim; powstało w latach 1188-1192, wydane zostało w 1990[58] i 1995[53].
- Professio fidei, prawdopodobnie napisane na początku lat 80. XII wieku[59].
- Quaestio de Maria Magdalena, wydane w 1991[60].
- Sermones
- Soliloquium[61]
- Tractatus in expositionem vite et regule beati Benedicti, kazanie prawdopodobnie napisane pod koniec lat 80. XII wieku[62].
- Tractatus super quattuor Evangelia, wydane w 1930 i 2000[60].

W XIII oraz następnych wiekach pojawiło się wiele pism pseudo-joachimickich, wśród których najważniejszymi są: Super Hieremiam, Super Esaiam, De Septem Sigillis. Opinia o Joachimie w dużym stopniu bazowała na dziełach jemu przypisanych. Najważniejszym z nich jest Super Hieremiam, które aż do połowy XIX wieku uchodziło nie tylko za autentyczne dzieło Joachima, ale nawet jako jedno z najważniejszych, o ile nie główne dzieło Joachima. W XVI wieku trzykrotnie zostało wydane drukiem, podczas gdy trzy najważniejsze dzieła wydane zostały tylko raz. Dopiero Karl Friderich w 1859 roku wykazał, że dzieło powstało około roku 1250.
Żadne z jego dzieł nigdy nie zostało potępione, jakkolwiek często były przedmiotem podejrzeń.

## Wpływ na potomnych

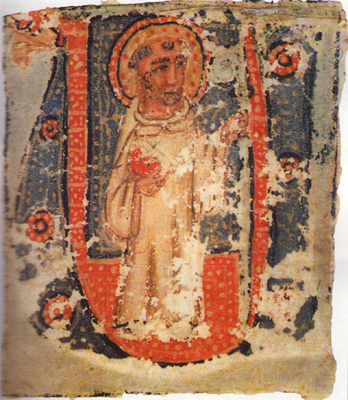
Joachim na miniaturze z XIV wieku

### Joachimici
Oczekiwania przełomu dziejowego w roku 1260 były dość powszechne, w czym wielką zasługę odegrali zwolennicy Joachima (joachimici). Poglądy Joachima przenikały do środowiska franciszkańskiego i przyczyniły się do rozłamu wewnątrz tego zakonu. Poglądy te przyjął i propagował Jan z Parmy, generał franciszkanów w latach 1247-1257. Gerard z Borgo San Domingo utrzymywał, że już około roku 1200 żywy duch opuścił Stary i Nowy Testament, a trzy Joachimowe księgi stanowią Wieczną Ewangelię, która miała zastąpić Ewangelię Chrystusa. Katolickie duchowieństwo oraz nauka Nowego Testamentu wkrótce miały się stać nieaktualne. Traktat Gerarda został potępiony w 1256 roku. Zwolennicy Joachima widzieli antychrysta w cesarzu Fryderyku II.
Wraz ze zbliżaniem się roku 1260 społeczeństwo włoskie, w oczekiwaniu plag, coraz silniej ogarniał niepokój. W 1259 nastąpiła plaga głodu, co zdawało się potwierdzać przepowiednie Joachima. Joachimici wzywali do wyrzeczenia się dotychczasowego trybu życia i uprawiania ascezy. Przyczyniali się w ten sposób do powstawania nie zalegalizowanych przez Kościół organizacji zakonnych. Pojawili się pokutnicy wędrujący po całym kraju i biczujący się wzajemnie. Kiedy jednak minął rok 1260 i zapowiedziany przełom dziejowy nie nastąpił, nastroje te opadły. Wielu poczuło się oszukanymi i przeszło do obozu przeciwników historiozofii Joachima z Fiore. Byli jednak i tacy, którzy jej się nie wyrzekli i datę 1260 przesuwali w czasie, twierdząc, że 1260 lat należy liczyć od roku 30 (rozpoczęcie służby Chrystusa), od roku 33, 37 (początek poganochrześcijaństwa). Stopniowo kładziono coraz większy nacisk na to, iż data ta nie musi być dokładna. A gdy wszystkie te daty zawiodły, w dalszym ciągu oczekiwano na nadejście ery wolności i pokoju, bez wyznaczania dat. Niektórzy z nich, jak np. Dante, twierdzili, że przełom nastąpił, ale w niewidzialnym świecie.

### Wpływ na późniejsze wieki
Joachim wpłynął na egzegezę Apokalipsy św. Jana i jest twórcą historiozoficznej metody interpretacyjnej. John Wycliffe interpretował Apokalipsę w świetle pism Joachima, z wyjątkiem 20. rozdziału, w którym daje własną wykładnię. Historiozoficzną metodę interpretacyjną rozwinął dalej Mikołaj z Liry w swoim komentarzu z 1329 roku. Metoda ta zdominowała egzegezę końca średniowiecza, przejął ją Luter i inni reformatorzy. Reformatorzy szli torem wytyczonym przez Mikołaja z Liry. W XIX wieku historiozoficzna interpretacja Apokalipsy została całkowicie zarzucona w naukowej egzegezie, kontynuowana jest natomiast po dziś dzień przez adwentystów i Świadków Jehowy.
Joachim de Fiore jest uznawany za jednego z ojców zachodniej idei postępu. We wcześniejszym okresie powszechny był pogląd, zgodnie z którym dzieje mają charakter zamknięty i nic nowego się w nich nie wydarzy. Ludzkość dokonała już wszystkich odkryć i osiągnęła wyżyny rozwoju. Współcześni mogą jedynie powtarzać te odkrycia i starać się dorównać wielkim postaciom z przeszłości. Joachim przełamuje ten sposób myślenia, wskazując, że w historii następuje rozwój, a przyszła epoka będzie znacznie lepsza od poprzednich.
U celu historii na świecie zapanuje sprawiedliwość, pokój, a problemy dręczące ludzkość znikną. Idee te ulegną następnie sekularyzacji i w epoce oświecenia przybiorą postać teorii postępu, zgodnie z którą rozum pozwoli ludzkości na coraz doskonalsze opanowanie natury i szczęśliwsze życie.
W końcu XVIII wieku doszło do ponownego odkrycia „wiecznej ewangelii”. Przypomniał ją Lessing w 1780 roku, który w swoim dziele „Die Erziehung des Menschengeschlechts” ogłosił, że czas „wiecznej ewangelii” nadchodzi. Ideę Lessinga podchwycili Comte, Schelling, Renan, Lawrence. Joachim wpłynął ponadto na Sołowjowa.
Hegel, wzorem Joachima, rozróżniał trzy epoki i mówił o królestwie Ojca, Syna i Ducha Świętego. Podział na trzy epoki stosuje James Joyce w Ulissesie. Trójpodział dziejów świata przyjęty został przez humanistów, którzy biorąc pod uwagę rozwój kultury i literatury w języku łacińskim wprowadzili podział na starożytność, średniowiecze i nowożytność.
Idee Joachima da Fiore można odnaleźć w twórczości polskich romantyków i mesjanistów, np. Adama Mickiewicza, Zygmunta Krasińskiego czy Augusta Cieszkowskiego. Szczególnie duży wpływ wywarły na Augusta Cieszkowskiego, którego system historiozoficzny łączy idee średniowiecznego filozofa z heglizmem.
Postać i idee Joachima de Fiore są przez wielu autorów traktowane jako istotny moment w rozwoju zachodniej umysłowości i cywilizacji. Oswald Spengler uznał Joachima za kluczową postać w historii Zachodu, ponieważ zburzył dualistyczny obraz świata narzucony przez Augustyna. Uznał go za myśliciela pokroju Hegla. Norman Cohn, historyk, nazwał go wynalazcą najbardziej wpływowego typu profetyzmu, jaki był w Europie do pojawienia się marksizmu. Z kolei Eric Voegelin odnajduje u Joachima de Fiore zalążki późniejszego rozkładu cywilizacji zachodniej, źródła nowoczesności i takich nurtów jak nazizm czy komunizm. Idee kalabryjskiego mnicha opisywane są jako przykład gnozy, w której człowiek stawia się w miejscu Boga w dążeniu do opanowania rzeczywistości.